# Yayalar
Als Yayalar (Singular Yaya, osmanisch und türkisch Fußgänger) wurden die Infanteristen des osmanischen Heeres der frühen Neuzeit bezeichnet, die unter anderem bei der Belagerung von Malta (1565) zum Einsatz kamen.

## Bedeutung
Die Yayalar waren eine leichte Bodeneinheit, die zu Fuß unterwegs und mit einem Bogen bewaffnet war. Die Truppen wurden im Bedarfsfalle aus der Landbevölkerung rekrutiert. Unter Sultan Orhan I. wurde im 14. Jahrhundert Bauern das Angebot gemacht, als Yayas oder Müsellims (Kavalleristen) in den Militärdienst einzutreten, wofür ihnen Land zugewiesen und Steuern erlassen wurden. Sie kämpften in odjak genannten Formationen von 2 bis 4 Mann, die zum Ende des 16. Jahrhunderts auf 4–16 Mann vergrößert wurden. Danach wurden die Yayalar schrittweise demilitarisiert und bei zivilen Bauprojekten eingesetzt.
Ernle Bradford, der die Belagerung Maltas 1565 beschreibt, bezeichnet sie als fanatische Sekte (Iayalaren), die unter Haschischeinfluss und angetrieben von Derwischen mit Todesverachtung den Feind bekämpften. Diese Beschreibung ist allerdings wissenschaftlich nirgends belegt.